# St. Marien (Dachsbach)

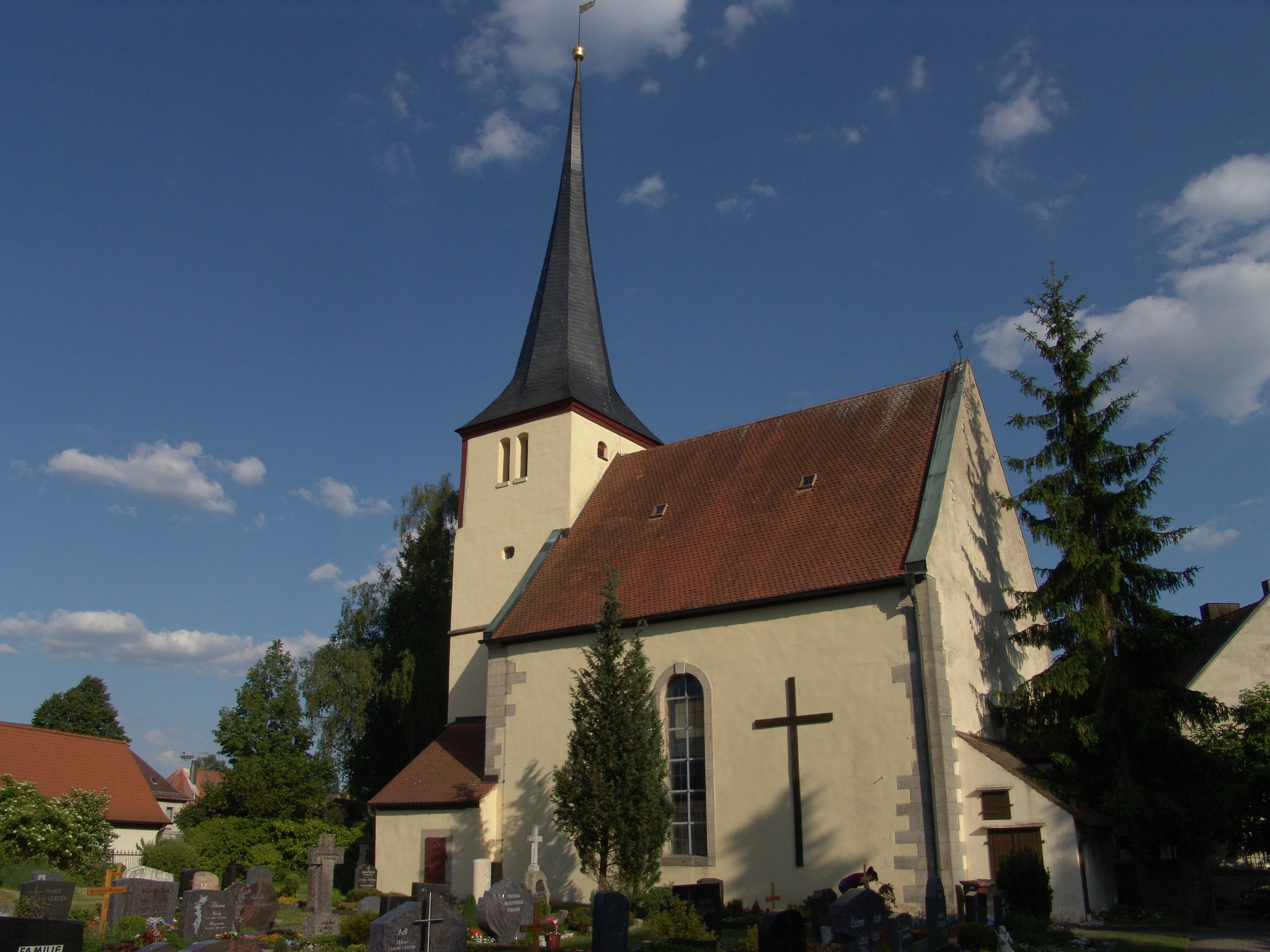
St. Marien (Dachsbach)

Die evangelische Pfarrkirche St. Marien ist ein denkmalgeschütztes Kirchengebäude, das in Dachsbach steht, einem Markt im Landkreis Neustadt an der Aisch-Bad Windsheim (Mittelfranken, Bayern). Das Bauwerk ist unter der Denkmalnummer D-5-75-117-3 als Baudenkmal in der Bayerischen Denkmalliste eingetragen. Die Pfarrei gehört zum Dekanat Neustadt an der Aisch im Kirchenkreis Nürnberg der Evangelisch-Lutherischen Kirche in Bayern.

## Beschreibung
Beim Neubau der Saalkirche 1700/01 wurden die unteren Geschosse des viergeschossigen Chorturms aus dem 14. Jahrhundert wiederverwendet. Der Innenraum des eingezogenen Chors, d. h. das Erdgeschoss des Chorturms, ist mit einem Kreuzrippengewölbe überspannt, der des mit einem Satteldach bedeckten Langhauses mit einem Tonnengewölbe. Emporen befinden sich an den Längsseiten des Langhauses. Die aufgestockten Geschosse des mit einem achtseitigen, schiefergedeckten, spitzen Helm bedeckten Chorturms beherbergen hinter den als Biforien gestalteten Klangarkaden den Glockenstuhl.